# Super Socket 7
Super Socket 7 (スーパーソケットセブン) または Super 7 (スーパーセブン) は、ZIFソケットのSocket 7仕様を拡張したものである。

## 概要
Super Socket 7は100MHz のフロントサイドバス、AGPポート、SPGAパッケージをサポートしている。Super Socket 7はAMDのK6-2 300 - 550MHzとK6-III、IDTのWinchip 2の一部、Cyrix末期のMIIの一部、RiseのmP6に対応した。Super Socket 7はSocket 7に対して後方互換性を持ち、Socket 5およびSocket 7のCPUは、BIOSさえ対応していればSuper Socket 7のマザーボードでも動作した。逆に、Super Socket 7のCPUはSocket 7のマザーボードでは動作しない。また、Super Socket 7のCPUはSocket 7のCPUより消費電力が増えているものも多く、誤ってSocket 7のマザーボードにそのまま実装するとマザーボードの電源回路を焼損する危険性もあった。Socket 5のCPUはSuper Socket 7とピン互換であったが、一部の Super Socket 7マザーボードはSocket 5のCPUが必要な電圧を供給しなかった。
以前のAMDは、自社製のプロセッサを動作させるために、インテルのソケットを利用していたが、Socket 7がAMDが法的権利を保持した最後のソケットとなった。インテルは Socket 7を廃止してSlot 1へ移行し、AMDを時代遅れのプラットフォームに取り残し、AMDのプロセッサの競争力を無くすことを期待していた。FSBを100MHzに拡張したことで、AMDが 独自のマザーボードのSlot Aを開発する間、Super Socket 7で一時的に凌ぐことができた。
また、BIOSがうまく動作すれば、Socket 5やSocket 7のマシンに、外部電源回路やクロック倍率変更回路などが実装された「ゲタ」を用いることで互換性問題はある程度解決できた。バッファローやアイ・オー・データ機器などの周辺機器メーカーは、このゲタにSuper Socket 7のCPUとCPUクーラーを実装した状態で市販のPentiumクラスマシンで動作確認を行い、既存のCPUと載せ替えるだけでアップグレードが可能な「CPUアクセラレーター」を発売していた。この事もあり、CPUに限ってはSlot Aが登場した後もアップグレードパスとして機能し、Socket 7と共に非常に息の長いプラットフォームとなった。
このアーキテクチャは安価であるが、インテルの策略通りの役目を果たした。多くのサードパーティチップセットがVIA、SiSや他のメーカーから供給されたが、互換性や安定性は低いものであった。特にAGPの互換性や安定性が低かった。不具合が多く、互換性の低いサードパーティチップセットによって引き起こされたAMDへの批判はAthlonでAMDがチップセットに本格参入するまで長引いた。
|          |                | マザーボード   | マザーボード | マザーボード |
| Socket 5 | Socket 7       | Super Socket 7 |              |              |
| -------- | -------------- | -------------- | ------------ | ------------ |
| C P U    | Socket 5       | Yes            | Yes          | Yes          |
| C P U    | Socket 7       | No             | Yes          | Yes          |
| C P U    | Super Socket 7 | No             | No           | Yes          |

## 採用製品
CPU
- AMD
  - K6-2 300 - 550MHz[注 1]
  - K6-2+
  - K6-III
  - K6-III+
- Cyrix
  - MII (PR366/250MHz - PR433/300MHz)
- IDT
  - WinChip 2 (200MHz - 250MHz)
- Rise
  - mP6

チップセット
- ALi
  - ALADDiN V, 7
- SiS
  - 530, 540
- VIA
  - Apollo MVP3, MVP4